# Pravonín
Pravonín je obec v okrese Benešov ve Středočeském kraji. Žije zde 566 obyvatel a katastrální území obce má rozlohu 1 979 hektarů. Ve vzdálenosti osm kilometrů severně leží město Vlašim, 24 kilometrů severozápadně město Benešov, 31 kilometrů jihozápadně město Tábor a 31 kilometrů jižně město Pelhřimov.

## Historie
První písemná zmínka o obci pochází z roku 1352.
V obci Pravonín (přísl. Volavka, 648 obyvatel, poštovní úřad, řetnická stanice, katol. kostel) byly v roce 1932 evidovány tyto živnosti a obchody: nákladní autodoprava, bednář, cihelna, 3 hostince, kolář, kominík, kovář, krejčí, surové kůže, 3 mlýny, pekař, 2 obchody s peřím, 2 pokrývači, porodní asistentka, puškař, 3 řezníci, sklenář, 3 obchody se smíšeným zbožím, Spořitelní a záložní spolek Kampelička pro Pravonín, Spořitelní a záložní spolek dle vzoru Reiffeisenova pro Pravonín, 3 švadleny, 2 tesařští mistři, trafika, 3 truhláři, velkostatek, zámečník.
V obci Křížov (přísl. Karhule, Lesáky, 458 obyvatel, samostatná obec se později stala součástí Pravonína) byly v roce 1932 evidovány tyto živnosti a obchody: 4 hostince, kolář, kovář, 3 krejčí, mlýn, 2 rolníci, 2 obchody se smíšeným zbožím, trafika, truhlář.

## Obyvatelstvo
| Rok            | 1869  | 1880  | 1890  | 1900  | 1910  | 1921  | 1930  | 1950 | 1961 | 1970 | 1980 | 1991 | 2001 | 2011 | 2021 |
| -------------- | ----- | ----- | ----- | ----- | ----- | ----- | ----- | ---- | ---- | ---- | ---- | ---- | ---- | ---- | ---- |
| Počet obyvatel | 1 547 | 1 460 | 1 393 | 1 333 | 1 363 | 1 307 | 1 191 | 919  | 883  | 768  | 653  | 556  | 542  | 549  | 568  |
| Počet domů     | 217   | 221   | 215   | 220   | 208   | 212   | 228   | 235  | 219  | 210  | 186  | 237  | 239  | 256  | 249  |

## Obecní správa

### Části obce
Pravonín se skládá ze sedmi částí na třech katastrálních územích:
- Buková (k. ú. Tisek)
- Karhule (k. ú. Křížov pod Blaníkem)
- Křížov (k. ú. Křížov pod Blaníkem), včetně osady Křížovská Lhota
- Lesáky (k. ú. Křížov pod Blaníkem)
- Pravonín (i název k. ú.)
- Volavka (k. ú. Pravonín)
- Tisek (i název k. ú.)

### Územněsprávní začlenění
Dějiny územněsprávního začleňování zahrnují období od roku 1850 do současnosti. V chronologickém přehledu je uvedena územně administrativní příslušnost obce v roce, kdy ke změně došlo:
- 1850 země česká, kraj Pardubice, politický okres Ledeč, soudní okres Dolní Kralovice[8]
- 1855 země česká, kraj Čáslav, soudní okres Dolní Kralovice
- 1868 země česká, politický okres Ledeč, soudní okres Dolní Kralovice
- 1939 země česká, Oberlandrat Německý Brod, politický okres Ledeč nad Sázavou, soudní okres Dolní Kralovice[9]
- 1942 země česká, Oberlandrat Tábor, politický okres Ledeč nad Sázavou, soudní okres Dolní Kralovice[10]
- 1945 země česká, správní okres Ledeč nad Sázavou, soudní okres Dolní Kralovice[11]
- 1949 Pražský kraj, okres Vlašim[12]
- 1960 Středočeský kraj, okres Benešov
- 2003 Středočeský kraj, okres Benešov, obec s rozšířenou působností Vlašim

### Obecní symboly
Znak a vlajka byly obci uděleny rozhodnutím předsedy Poslanecké sněmovny Parlamentu České republiky dne 18. června 2003.
Znak tvoří stříbrný hříč (navzájem spojená pušťadla – nástroje na pouštění žilou, která se používala v lékařství) v červeném poli. Znak je inspirovaný částí erbu Kekulů ze Stradonic a na Pravoníně. Vlajku tvoří červený list s bílým hříčem. Poměr šířky k délce listu je 2:3.

## Doprava
Dopravní síť
- Pozemní komunikace – Obcí prochází silnice II/127 Načeradec – Pravonín – Zdislavice – Trhový Štěpánov.
- Železnice – Železniční trať ani stanice na území obce nejsou.

Veřejná doprava 2012
- Autobusová doprava – V obci zastavovaly autobusové linky jedoucí např. do těchto cílů: Benešov, Čechtice, Lukavec, Načeradec, Pacov, Praha, Vlašim

## Pamětihodnosti
- Zámek Pravonín – přestavěný ze starší tvrze. Byl několikrát přestavěn v barokním slohu v 18. století, kdy byl v majetku staroměstského primátora Jana Václava Vejvody ze Stromberka. V 19. století došlo k pozdně barokním, ale i klasicistním úpravám. Za druhé světové války došlo k negativním úpravám stavby. Po únoru 1948 zámek chátral v důsledku absence údržby. V 80. letech zde sídlila pošta, poté byl zámek kvůli špatnému technickému stavu opuštěn. Poté co byl zámek v roce 1990 navrácen v restituci, byl prodán firmě, která však na jeho opravu neměla dostatek financí. Od roku 2015 byl znovu na prodej. Na přelomu let 2019 a 2020 zámek koupila firma Thermogas Profibau s.r.o., která začala s opravami.[15][16]
- Kostel svatého Jana Křtitele – původně rotunda upravená barokně
- Židovský hřbitov severně od obce
- Synagoga
- Křížová cesta, která vedla na vrch Kalvárie severovýchodně od obce
- Malíř Stanislav Příhoda znázornil místní kostel na svém proslulém obraze "Pravonín"

## Turistika
Územím obce vedou cyklotrasy č. 0069 Benešov – Postupice – Vlašim – Pravonín a č. 0070 Lesáky – Pravonín – Čechtice.